# Jeff Pain
Jeff Pain, né le 14 décembre 1970 à Anchorage, est un skeletoneur canadien.
Bien qu'auréolé à deux reprises de titre de champion du monde en 2003 et 2005 et fort de sa coupe du monde de 2005, il a dû se contenter d'une médaille d'argent aux Jeux olympiques de 2006 de Turin derrière son compatriote Duff Gibson.

## Palmarès

### Jeux olympiques d'hiver
- Jeux olympiques de 2006 à Turin (Italie) :
  -  Médaille d'argent.

### Championnats du monde
- En individuel : 
  -  Médaille d'or : en 2003 et 2005.
  -  Médaille d'argent : en 2001.

### Coupe du monde
- 2 globes de cristal en individuel : vainqueur en 2005 et 2006.
- 22 podiums individuels : 9 victoires, 7 deuxièmes places et 6 troisièmes places.

#### Détails des victoires en Coupe du monde
| Édition   | Piste                          | Total |
| 1999-2000 | Lillehammer                    | 1     |
| 2000-2001 | Winterberg                     | 1     |
| 2002-2003 | Calgary Park City              | 2     |
| 2004-2005 | Winterberg                     | 1     |
| 2005-2006 | Sigulda Saint-Moritz Altenberg | 3     |
| 2006-2007 | Calgary                        | 1     |